# Elitserien i ishockey 1927/1928
Elitserien i ishockey 1927/1928 var den högsta svenska serien i ishockey under säsongen 1927/1928. Serien omfattade fyra lag, de fyra främsta från Klass I föregående säsong. För första gången spelades högsta serien som en dubbelserie vilket innebar att alla lag möttes två gånger. Som vanligt gällde serien även distriktsmästerskapen i Stockholm. När serien var färdigspelad stod IK Göta som segrare, två poäng före Södertälje SK. Ingen nerflyttning skedde denna säsong.
| Nr | Lag           | S | V | O | F | GM | IM | MK   | P  |
| -- | ------------- | - | - | - | - | -- | -- | ---- | -- |
| 1  | IK Göta       | 6 | 5 | 0 | 1 | 24 | 15 | 1.6  | 10 |
| 2  | Södertälje SK | 6 | 4 | 0 | 2 | 25 | 13 | 1.92 | 8  |
| 3  | Hammarby IF   | 6 | 2 | 0 | 4 | 18 | 20 | 0.9  | 4  |
| 4  | Lidingö IF    | 6 | 1 | 0 | 5 | 13 | 32 | 0.41 | 2  |

|               | HAM | IKG | LIF  | SSK |
| Hammarby IF   | —   | 4–2 | 5–2  | 2–3 |
| IK Göta       | 4–2 | —   | 5–3  | 2–1 |
| Lidingö IF    | 4–3 | 0–5 | —    | 1–3 |
| Södertälje SK | 1–3 | 6–2 | 11–3 | —   |